# HFA 21
IDW RS HFA 21, genannt HFA 21, ist eine Stellungnahme des Instituts der Wirtschaftsprüfer zur Besonderheit der Rechnungslegung Spenden sammelnder Organisationen. Der Rechnungslegungsstandard wurde am 11. März 2010 durch den Hauptfachausschuss des Instituts der Wirtschaftsprüfer verabschiedet.
Wesentlicher Bestandteil des HFA 21 ist die Anwendung des Verwendungsprinzips im Gegensatz zum Zuflussprinzip. Danach erfassen Spenden sammelnde Organisationen Spenden erst dann als ertragswirksam, wenn diese satzungsgemäß verwendet werden. Entsprechend ist beim Erwerb von Vermögensgegenständen aus Spenden der Passivposten erst mit der Vornahme der Abschreibungen bzw. beim Vermögensabgang ertragswirksam aufzulösen. Weiterer wesentlicher Bestandteil ist der Vorzug des Umsatzkostenverfahrens vor dem Gesamtkostenverfahren. 

## Kritik
Die Einführung von HFA 21 stieß auf große Kritik durch Spenden sammelnde Organisationen, das Deutsche Zentralinstitut für soziale Fragen und zahlreiche Wirtschaftsprüfer. So wird die Schwierigkeit der kommunikativen Vermittlung kritisiert, warum der Spendeneingang sich nicht in der Bilanz wiederfindet. Weiterhin wird kritisiert, dass nicht verwendete Teile nicht zweckgebundener Spenden ermittelt werden müssen, obwohl aus diesen Erträgen grundsätzlich alle Kosten der Organisation gedeckt werden dürfen. Dies entspräche nicht der aus pragmatischen Gründen notwendigen Praxis der Kostenstellenrechnung durch Spenden sammelnde Organisationen. 